# Apple II Plus
Apple II Plus – unowocześniona wersja komputera Apple II, która pojawiła się w czerwcu 1979.
Apple II Plus wprowadzał kilka istotnych zmian: nowy, zmiennoprzecinkowy BASIC napisany przez Microsoft, 48 KB RAM, spore zmiany w ROM – poprawiono Autostart, procedury współpracy ze stacją dyskietek, poprawiono wyświetlanie tekstu i grafiki.